# Johann Heinrich Schmidt (Fabrikant, 1785)
Johann Heinrich Schmidt (* 20. August 1785 in Hattingen; † 7. August 1858 in Gersweiler) war ein deutscher Bergbeamter und Firmengründer.

## Leben
Johann Heinrich Schmidt war der Sohn des Johann Wilhelm Schmidt und dessen Ehefrau Christina Louisa Merker. Im Ruhrgebiet mit seinen zahlreichen Zechen absolvierte er eine Laufbahn als Bergbeamter|Grubenbeamter und wurde 1818 nach Saarbrücken versetzt.
1835 gehörte er zu den Mitbegründern der Dryanderschen Steingutfabrik am Sensenwerk in Saarbrücken. Im Jahr darauf ging er auf Antrag als Beamter in Pension und baute 1838 in Gersweiler eine Glashütte. 1845 beschloss er gemeinsam mit seinem Sohn Wilhelm, diese Glashütte in eine Steingutfabrik umzuwandeln. Die Voraussetzungen hierfür waren gegeben, da Schmidt wichtige Privilegien erhalten hatte, unter anderem einen Rabatt von 25 % auf Kohle, die in der Grube Prinz-Wilhelm in Gersweiler selbst gefördert wurde. Im Herbst 1846 begann die Produktion unter dem Firmennamen "Wilhelm Schmidt - Gersweiler Steingutfabrik". 1855 trat sein jüngster Sohn Karl, der am Polytechnikum in Karlsruhe studiert hatte, als Teilhaber in das Werk ein und leitete das Labor. Der Firmenname lautete nun "Gebrüder Schmidt-Gersweiler Steingutfabrik". Zwei Jahre nach dem Tod ihres Vaters im Jahre 1858 verkauften die Gebrüder ihre Anteile an der Firma an die Familie Dryander. Die hierdurch verfügbaren Finanzmittel wurden in neue Maschinen und Werkstätten investiert. Nach dem Tod des ältesten Sohnes Wilhelm im Jahre 1894 führte Karl das Unternehmen unter dem gleichen Namen als Alleineigentümer bis 1901 weiter. 
Am 25. November 1823 heiratete Johann Heinrich in Saarbrücken Sophia Louise Karcher (1797–1855), mit der er die Kinder Wilhelm Georg (1824–1874), Heinrich Jakob (1824–1830), Karl August (1830–1901) und Carolina Henriette Luise (1832–1870) hatte.

## Sonstiges
1838 war er an einer Stiftung für die evangelische Schule in Gersweiler beteiligt.